# Icewind Dale: Heart of Winter
Az Icewind Dale: Heart of Winter egy kiegészítőcsomag az Icewind Dale című számítógépes fantázia-szerepjátékhoz, melyet a Black Isle Studios fejlesztett és az Interplay adott ki 2001-ben. Az alapjáték továbbfejlesztése mellett egy új történetet is elmesél. Később egy ingyenes, "Trials of the Luremaster" című bővítés érkezett hozzá, mely kizárólag az internetről volt letölthető.

## Játékmenet
Az alapjátékhoz képest megnövelték a maximális szintet, amit a karakterek fejlődés útján elérhettek, továbbá új tárgyak és varázslatok jelentek meg. Itt debütált a "Heart of Fury" játékmód, ami jelentősen megemelte a játék nehézségét, cserébe több tapasztalati pontot adott. Technikai szempontból volt fontos változtatás, hogy a felbontás imár 800x600 képpontra emelkedett a korábbi fix 640x480-ról.
Az új küldetéseket úgy lehetett elérni, hogy a játékon belül kinyitottunk egy mindaddig zárt ajtót Kuldahar városában, ahová csak legalább 9-es szintű karakterek léphettek be; vagy úgy, hogy az alapjáték végigjátszása után a mentett állásainkat betöltöttük a kiegészítőbe.

## Történet
Kuldaharban egy Hjollder nevű barbár sámán fogadja csapatunkat, akinek látomásai vannak egy nagy összecsapásról, amelyet meg kell állítanunk. Lonelywoodba teleportálódunk, ahol egy barbár sereg már gyülekezik, akik a Tíz Várost fenyegetik. Őket Wylfdene hívta össze, egy híres barbár hadúr, akit előzőleg megöltek. Azt állítja magáról, hogy a legendás barbár harcos Jerrod szelleme szállta meg, és Tempusnak, a háború istenének a kívánságára indítja a támadását.
A barbárok táborában találkozunk is a feltámasztott vezérrel. Hjollder szerint valami nem stimmel Wylfdene-nel, ezért száműzik. Később megtaláljuk őt a barbárok temetkezési helyén, amit élőholtak és szellemek leptek el. Ajánlására a gloomfrosti látnokhoz utazunk, aki felfedi, hogy Wylfdene testét nem Jerrod szelleme szállta meg, hanem egy Icasaracht nevű fehér sárkány.
Visszatérve a táborba a látnok kérdére vonja Wylfdene-t, aki végez a nővel, viszont legalább a sárkány szellemét sikerül száműznie a vezér testéből. Utolsó küldetésünk a Mozgó Jég Tengeréhez vezet, ahol Icasaracht él. Miután megküzdöttünk kegyenceivel, magával a sárkánnyal találkozunk, aki elmondja, hogy azért akart bosszút állni a Tíz Városon, mert azok lerohanták a földjüket és végeztek a fajtájával. Miután összetörtük a lélekkövét, biztosítjuk, hogy Icasaracht végleg elpusztuljon és megszűnjön a fenyegetése.

## Fejlesztés
A kiegészítő fejlesztését nem sokkal a Baldur's Gate II kiadása előtt jelentették be, de akkor már nagyjából másfél-két hónapja készült. Josh Sawyer tervező elmondása szerint erre az adott lehetőséget, hogy az Icewind Dale váratlanul nagy siker lett, ezért a folytatás szinte rögtön zöld utat kapott. Kevés idő állt rendelkezésükre, ezért egyértelműen rögzíteniük kellett, hogy mi is a céljuk a programmal.
Figyelembe vették a rajongók észrevételeit, különösen az egyes karakterosztályok egyensúlyát tekintve. Technikai szempontból volt lényeges, hogy a Baldur's Gate II egyes játékmechanikáit implementálták az Icewind Dale-be. Külön kihívás volt, hogy az alapjáték lineáris története miatt elég nehéz volt egy új sztoriszálat beilleszteni - ezért döntöttek amellett, hogy egy teljesen különálló területen játszódik minden, ahová Hjlollder segítségével juthatunk el, vele pedig Kuldaharban találkozhatunk.

## Trials of the Luremaster
2001 márciusában kezdett el a Black Isle dolgozni ezen az ingyenes kiegészítőn. A fejlesztés célja az volt, hogy valamivel lefoglalják a fejlesztőcsapatot, amíg nem kezdenek el új játékon dolgozni. Ekkoriban ugyanis a Black Isle már eleve sok projektet futtatott és nem álltak készen belevágni egy másikba. Egy másik szempont volt, hogy sok kritika érte a Heart of Winter rövidségét. Így hát 2001 júliusában egy 72 megabájtos fájl formájában jelent meg a kiegészítő kiegészítője, amelyben egy új helyszínen túl pár kisebb új terület és új ellenfelek szerepeltek. Ez volt egyben a játékhoz megjelent utolsó javítás is, az 1.42-es verziószámú.
A cselekmény szerint Lonelywoodsban találkozunk Hobart Stubbletoes-szal, a rejtélyes félszerzettel, aki elképesztő kincsek ígéretével csábít minket. Ahogy elfogadjuk a küldetést, elteleportálódunk, jó messzire a Tíz Várostól, egy ismeretlen labirintusba, valahol az Anauroch sivatagban. A címbeli Luremaster egy bárd őrült szelleme, aki folyamatos kihívások elé állít minket szörnyekkel és csapdákkal. Az egyetlen kiút a szörnyek legyőzése, a csapdák elkerülése, a minél jobb tárgyak felszedése nyomán vezet, és természetesen le kell számolnunk a bárd szellemével is.